# Molière de l'adaptateur
Le Molière de l'adaptateur est une récompense théâtrale française décernée par l'Académie des Molières depuis la première remise de prix le 23 mai 1987 au théâtre du Châtelet à Paris.

## Palmarès

### Années 1980
- 1987 : Jean-Loup Dabadie pour Deux sur la balançoire
  - Claude Baignères, Anne Tognetti pour Conférence au sommet
  - Loleh Bellon pour Monti
  - André Pieyre de Mandiargues pour Madame de Sade
  - Matthieu Galey pour Bonsoir maman (anglais :  'night, Mother)

- 1988 : Jean-Claude Grumberg pour Mort d'un commis voyageur
  - Dominique Deschamps pour Je ne suis pas Rappaport (anglais : I'm Not Rappaport)
  - Claude Roy pour Joe Egg (anglais : A Day in the Death of Joe Egg)

- 1989 : Dominique Deschamps pour Je ne suis pas Rappaport
  - Yves Bonnefoy pour Hamlet
  - Attica Guedj, Stéphane Meldegg pour Entre nous soit dit

### Années 1990
- 1990 : Michel Butel pour Le Chemin solitaire
  - Jean-Loup Dabadie pour Quelque part dans cette vie
  - Bernard Lortholary pour Moi Feuerbach

- 1991 : Jean-Claude Carrière pour La Tempête
  - Claude Baignères, Anne Tognetti pour Love Letters
  - Claire Nadeau, Michèle Laroque pour Coiffure pour dames
  - Jean Poiret pour Rumeurs

- 1992 : Jean Poiret pour Sans rancune
  - Michel Blanc pour Je veux faire du cinéma
  - Attica Guedj, Stéphane Meldegg pour C'était bien
  - Michel Vinaver pour Le Temps et la chambre
  - Romain Weingarten pour Richard II

- 1993 : Jean Dalric, Jacques Collard pour Les Enfants du silence
  - Attica Guedj, Stéphane Meldegg pour Brûlez tout !
  - Dominique Hollier pour Temps contre temps
  - Françoise Morvan pour Désir sous les ormes

- 1994 : Attica Guedj, Stephan Meldegg pour L'Ampoule magique
  - Éric Kahane pour Le Retour
  - Yves Bonnefoy pour Hamlet
  - Jean-Marie Besset pour Talking heads

- 1995 : Jean-Claude Grumberg pour Encore une histoire d'amour
  - Gérard Wajcman, Jacqueline Lichenstein pour Angels in America
  - Michel Vittoz pour Pièces de guerre
  - Rosetta Morselli, Nicole Thevenin pour Fausse adresse

- 1996 : Jean-Michel Déprats pour L'Importance d'être Constant
  - Jean Piat pour L'Affrontement
  - Pierre Laville pour Un mari idéal
  - Jacques Fieschi pour Scènes de la vie conjugale

- 1997 : Jean Piat pour L'Affrontement
  - Pierre Laville pour Master class
  - Alain Delahaye pour Molly S
  - Gildas Bourdet pour Les Jumeaux vénitiens
  - Michel Blanc pour Temps variable en soirée

- 1998 : Attica Guedj, Stephan Meldegg pour Popcorn
  - Louis-Charles Sirjacq pour Skylight
  - Jean-Marie Besset pour Arcadia
  - Michel Blanc, Gérard Jugnot pour Espèces menacées

- 1999 : Jean-Marie Besset pour Copenhague
  - Saskia Cohen-Tanugi pour Mademoiselle Else
  - Pierre Laville pour Tout contre
  - Michel Blanc, Gérard Jugnot pour Espèces menacées

### Années 2000
- 2000 : Valeria Tasca pour Mort accidentelle d’un anarchiste (italien : Morte accidentale di un anarchico)
  - Jean-Marie Besset pour Outrages aux mœurs
  - Dominique Hollier pour À torts et à raisons
  - Claire Nadeau pour Mariages et conséquences

- 2001 : Daniel Loayza pour Une bête sur la Lune
  - Françoise Brun pour Novecento
  - Dominique Deschamps pour Les Monologues du vagin
  - Alain Helle pour Ladies night
  - Pierre Laville pour Une chatte sur un toit brûlant

- 2002 : Evelyne Fallot, Jean-Jacques Zilbermann pour La Boutique au coin de la rue
  - Stéphanie Galland, Thomas Joussier pour Visites à Mister Green
  - Léna Grinda pour Bent
  - Jean-Claude Grumberg pour Conversations avec mon père

- 2003 : Pascale de Boysson pour Le Regard
  - Jean-Claude Carrière pour La Preuve
  - Jacques Collard pour Le Limier
  - Éric-Emmanuel Schmitt pour Sarah

- 2004 : Michel Blanc pour L’amour est enfant de salaud
  - Sébastien Azzopardi pour Devinez qui ?
  - Richard Berry pour Café chinois
  - Attica Guedj, Stéphane Meldegg pour Des cailloux plein les poches

- 2005 : Séverine Magois et Didier Bezace pour La Version de Browning
  - Michel Blanc pour Tantine et moi
  - Gildas Bourdet pour Les uns chez les autres
  - Henri Christophe et Bernard Pautrat pour Le Jugement dernier
  - Jean Dalric et Jacques Collard pour Love ! Valour ! Compassion ! (anglais : Love! Valour! Compassion!)
  - Michel Fagadau pour Brooklyn Boy

- 2006 : André Markowicz et Françoise Morvan pour Platonov
  - Jean-Michel Déprats pour Le Roi Lear
  - Michel Fagadau pour Le Miroir
  - Stéphane Laporte pour Un violon sur le toit
  - Pierre Laville pour Romance
  - Alain Malraux, Hélène Vincent pour Créanciers

- 2007 : Marcel Bluwal pour À la porte
  - Jacques Collard, Éric Taraud pour Cabaret
  - Florence Delay pour Pedro et le Commandeur
  - Philippe Djian pour Le Gardien
  - Pierre Laville pour L'Éventail de Lady Windermere

- 2008 : Xavier Jaillard pour La Vie devant soi
  - Pierre Deshusses pour La Petite Catherine de Heilbronn
  - Dominique Laure Miermont, Lukas Hemleb pour La Marquise d'O
  - Lulu Sadler, Michael Sadler pour Good Canary

- 2009 : Zabou Breitman pour Des gens
  - Philippe Djian pour La Ville
  - Pierre Laville pour Baby Doll
  - André Markowicz pour Cœur ardent

### Années 2010
- 2010 : Gérald Sibleyras pour Les 39 Marches
  - François Berreur pour Ébauche d’un portrait
  - Huguette Hatem pour La Grande Magie
  - Dominique Hollier pour L’Habilleur

- 2011 : Julien Sibre pour Le Repas des fauves
  - Florence Delay pour La Célestine
  - Alain Ganas pour Le Mec de la tombe d’à côté
  - Dominique Hollier pour Harper Regan